# Afrikanska mästerskapet i fotboll 1994
Afrikanska mästerskapet i fotboll 1994 var först tänkt att spelas i Zaire men till slut förlades turneringen till Tunisien. Precis som under 1992 års turnering var lagen indelade i fyra trelagsgrupper. Nigeria vann turneringen för andra gången genom att vinna mot Zambia i finalen med 2–1.

## Spelorter och anläggningar
| Orter  | Anläggningar              | Publikkapacitet |
| ------ | ------------------------- | --------------- |
| Tunis  | Stade El Menzah           | 45 000          |
| Sousse | Stade Olympique de Sousse | 30 000          |
| Tunis  | Stade Chedli Zouiten      | 18 000          |

## Deltagande lag

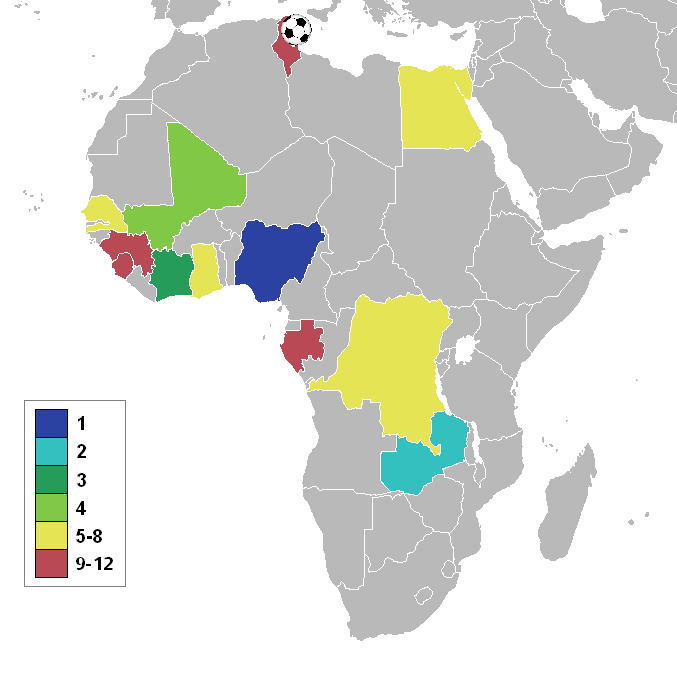
Deltagande lag.

| - Elfenbenskusten (direktkvalificerade som titelförsvarare) - Egypten - Gabon - Ghana - Guinea - Mali | - Nigeria - Senegal - Sierra Leone - Tunisien (direktkvalificerade som arrangör) - Zaire - Zambia |

## Gruppspel
Grönmarkerade lag gick vidare till kvartsfinal.

### Grupp A
| Lag      | S | V | O | F | GM | IM | MS | P |
| -------- | - | - | - | - | -- | -- | -- | - |
| Zaire    | 2 | 1 | 1 | 0 | 2  | 1  | +1 | 3 |
| Mali     | 2 | 1 | 0 | 1 | 2  | 1  | +1 | 2 |
| Tunisien | 2 | 0 | 1 | 1 | 1  | 3  | −2 | 1 |

|  | 26 mars 1994 | Tunisien | 0 – 2   | Mali                     | Stade El Menzah, Tunis                           |                                                  |
|  |              |          | (0 – 2) | Coulibaly 25′ Sidibé 34′ | Publik: 45 000 Domare: Lim Kee Chong (Mauritius) | Publik: 45 000 Domare: Lim Kee Chong (Mauritius) |
|  |              |          |         |                          | Publik: 45 000 Domare: Lim Kee Chong (Mauritius) | Publik: 45 000 Domare: Lim Kee Chong (Mauritius) |
|  |              |          |         |                          | Publik: 45 000 Domare: Lim Kee Chong (Mauritius) | Publik: 45 000 Domare: Lim Kee Chong (Mauritius) |

|  | 28 mars 1994 | Mali | 0 – 1   | Zaire       | Stade El Menzah, Tunis                                    |                                                           |
|  |              |      | (0 – 0) | Basaula 48′ | Publik: 8 000 Domare: Ali Bujsaim (Förenade arabemiraten) | Publik: 8 000 Domare: Ali Bujsaim (Förenade arabemiraten) |
|  |              |      |         |             | Publik: 8 000 Domare: Ali Bujsaim (Förenade arabemiraten) | Publik: 8 000 Domare: Ali Bujsaim (Förenade arabemiraten) |
|  |              |      |         |             | Publik: 8 000 Domare: Ali Bujsaim (Förenade arabemiraten) | Publik: 8 000 Domare: Ali Bujsaim (Förenade arabemiraten) |

|  | 30 mars 1994 | Tunisien           | 1 – 1   | Zaire    | Stade El Menzah, Tunis                          |                                                 |
|  |              | Rouissi 43′ (str.) | (1 – 0) | Ngoy 55′ | Publik: 45 000 Domare: Jamal Al-Sharif (Syrien) | Publik: 45 000 Domare: Jamal Al-Sharif (Syrien) |
|  |              |                    |         |          | Publik: 45 000 Domare: Jamal Al-Sharif (Syrien) | Publik: 45 000 Domare: Jamal Al-Sharif (Syrien) |
|  |              |                    |         |          | Publik: 45 000 Domare: Jamal Al-Sharif (Syrien) | Publik: 45 000 Domare: Jamal Al-Sharif (Syrien) |

### Grupp B
| Lag     | S | V | O | F | GM | IM | MS | P |
| ------- | - | - | - | - | -- | -- | -- | - |
| Egypten | 2 | 1 | 1 | 0 | 4  | 0  | +4 | 3 |
| Nigeria | 2 | 1 | 1 | 0 | 3  | 0  | +3 | 3 |
| Gabon   | 2 | 0 | 0 | 2 | 0  | 7  | −7 | 0 |

|  | 26 mars 1994 | Nigeria                     | 3 – 0   | Gabon | Stade El Menzah, Tunis                         |                                                |
|  |              | Yekini 18′, 88′ Adepoju 72′ | (1 – 0) |       | Publik: 30 000 Domare: Mohamed Bahar (Marocko) | Publik: 30 000 Domare: Mohamed Bahar (Marocko) |
|  |              |                             |         |       | Publik: 30 000 Domare: Mohamed Bahar (Marocko) | Publik: 30 000 Domare: Mohamed Bahar (Marocko) |
|  |              |                             |         |       | Publik: 30 000 Domare: Mohamed Bahar (Marocko) | Publik: 30 000 Domare: Mohamed Bahar (Marocko) |

|  | 28 mars 1994 | Egypten                                                          | 4 – 0   | Gabon | Stade Chedli Zouiten, Tunis                    |                                                |
|  |              | Ayman Mansour 1′ Hamza El-Gamal 22′ Besheer Abdel Samed 55′, 59′ | (2 – 0) |       | Publik: 6 000 Domare: Charles Masembe (Uganda) | Publik: 6 000 Domare: Charles Masembe (Uganda) |
|  |              |                                                                  |         |       | Publik: 6 000 Domare: Charles Masembe (Uganda) | Publik: 6 000 Domare: Charles Masembe (Uganda) |
|  |              |                                                                  |         |       | Publik: 6 000 Domare: Charles Masembe (Uganda) | Publik: 6 000 Domare: Charles Masembe (Uganda) |

|  | 30 mars 1994 | Nigeria | 0 – 0 | Egypten | Stade El Menzah, Tunis                           |  |
|  |              |         |       |         | Publik: 30 000 Domare: Lim Kee Chong (Mauritius) |  |
|  |              |         |       |         |                                                  |  |
|  |              |         |       |         |                                                  |  |

### Grupp C
| Lag             | S | V | O | F | GM | IM | MS | P |
| --------------- | - | - | - | - | -- | -- | -- | - |
| Zambia          | 2 | 1 | 1 | 0 | 1  | 0  | +1 | 3 |
| Elfenbenskusten | 2 | 1 | 0 | 1 | 4  | 1  | +3 | 2 |
| Sierra Leone    | 2 | 0 | 1 | 1 | 0  | 4  | −4 | 1 |

|  | 27 mars 1994 | Elfenbenskusten              | 4 – 0   | Sierra Leone | Stade Olympique de Sousse, Sousse               |                                                 |
|  |              | Tiéhi 19′, 63′, 70′ Guel 35′ | (2 – 0) |              | Publik: 10 000 Domare: Jamal Al-Sharif (Syrien) | Publik: 10 000 Domare: Jamal Al-Sharif (Syrien) |
|  |              |                              |         |              | Publik: 10 000 Domare: Jamal Al-Sharif (Syrien) | Publik: 10 000 Domare: Jamal Al-Sharif (Syrien) |
|  |              |                              |         |              | Publik: 10 000 Domare: Jamal Al-Sharif (Syrien) | Publik: 10 000 Domare: Jamal Al-Sharif (Syrien) |

|  | 29 mars 1994 | Zambia | 0 – 0 | Sierra Leone | Stade Olympique de Sousse, Sousse                    |  |
|  |              |        |       |              | Publik: 6 000 Domare: Omer Yengo (Kongo-Brazzaville) |  |
|  |              |        |       |              |                                                      |  |
|  |              |        |       |              |                                                      |  |

|  | 31 mars 1994 | Zambia       | 1 – 0   | Elfenbenskusten | Stade Olympique de Sousse, Sousse                  |                                                    |
|  |              | Malitoli 79′ | (0 – 0) |                 | Publik: 6 000 Domare: Petros Mathabela (Sydafrika) | Publik: 6 000 Domare: Petros Mathabela (Sydafrika) |
|  |              |              |         |                 | Publik: 6 000 Domare: Petros Mathabela (Sydafrika) | Publik: 6 000 Domare: Petros Mathabela (Sydafrika) |
|  |              |              |         |                 | Publik: 6 000 Domare: Petros Mathabela (Sydafrika) | Publik: 6 000 Domare: Petros Mathabela (Sydafrika) |

### Grupp D
| Lag     | S | V | O | F | GM | IM | MS | P |
| ------- | - | - | - | - | -- | -- | -- | - |
| Ghana   | 2 | 2 | 0 | 0 | 2  | 0  | +2 | 4 |
| Senegal | 2 | 1 | 0 | 1 | 2  | 2  | 0  | 2 |
| Guinea  | 2 | 0 | 0 | 2 | 1  | 3  | −2 | 0 |

|  | 27 mars 1994 | Ghana       | 1 – 0   | Guinea | Stade Olympique de Sousse, Sousse                   |                                                     |
|  |              | Akonnor 87′ | (0 – 0) |        | Publik: 10 000 Domare: Petros Mathabela (Sydafrika) | Publik: 10 000 Domare: Petros Mathabela (Sydafrika) |
|  |              |             |         |        | Publik: 10 000 Domare: Petros Mathabela (Sydafrika) | Publik: 10 000 Domare: Petros Mathabela (Sydafrika) |
|  |              |             |         |        | Publik: 10 000 Domare: Petros Mathabela (Sydafrika) | Publik: 10 000 Domare: Petros Mathabela (Sydafrika) |

|  | 29 mars 1994 | Senegal                      | 2 – 1   | Guinea        | Stade Olympique de Sousse, Sousse                  |                                                    |
|  |              | Gueye 46′ (str.) Tendeng 50′ | (0 – 1) | A. Camara 44′ | Publik: 6 000 Domare: Hussein Ali Moussa (Egypten) | Publik: 6 000 Domare: Hussein Ali Moussa (Egypten) |
|  |              |                              |         |               | Publik: 6 000 Domare: Hussein Ali Moussa (Egypten) | Publik: 6 000 Domare: Hussein Ali Moussa (Egypten) |
|  |              |                              |         |               | Publik: 6 000 Domare: Hussein Ali Moussa (Egypten) | Publik: 6 000 Domare: Hussein Ali Moussa (Egypten) |

|  | 31 mars 1994 | Ghana      | 1 – 0   | Senegal | Stade Olympique de Sousse, Sousse                         |                                                           |
|  |              | Polley 42′ | (1 – 0) |         | Publik: 6 000 Domare: Ali Bujsaim (Förenade arabemiraten) | Publik: 6 000 Domare: Ali Bujsaim (Förenade arabemiraten) |
|  |              |            |         |         | Publik: 6 000 Domare: Ali Bujsaim (Förenade arabemiraten) | Publik: 6 000 Domare: Ali Bujsaim (Förenade arabemiraten) |
|  |              |            |         |         | Publik: 6 000 Domare: Ali Bujsaim (Förenade arabemiraten) | Publik: 6 000 Domare: Ali Bujsaim (Förenade arabemiraten) |

## Utslagsspel
|  | Kvartsfinaler         | Kvartsfinaler        |                       |       | Semifinaler     | Semifinaler |  |  | Final                 | Final |
|  |                       |                      |                       |       |                 |             |  |  |                       |       |
|  | 2 april 1994 – Tunis  |                      |                       |       |                 |             |  |  |                       |       |
|  |                       |                      |                       |       |                 |             |  |  |                       |       |
|  | Zaire                 | 0                    |                       |       |                 |             |  |  |                       |       |
|  | Zaire                 | 0                    | 6 april 1994 – Tunis  |       |                 |             |  |  |                       |       |
|  | Nigeria               | 2                    |                       |       |                 |             |  |  |                       |       |
|  | Nigeria               | 2                    | Nigeria (str)         | 2 (4) |                 |             |  |  |                       |       |
|  | 3 april 1994 – Sousse |                      | Nigeria (str)         | 2 (4) |                 |             |  |  |                       |       |
|  |                       | Elfenbenskusten      | 2 (2)                 |       |                 |             |  |  |                       |       |
|  | Ghana                 | Elfenbenskusten      | 2 (2)                 | 1     |                 |             |  |  |                       |       |
|  | Ghana                 |                      | 10 april 1994 – Tunis | 1     |                 |             |  |  |                       |       |
|  | Elfenbenskusten       | 2                    |                       |       |                 |             |  |  |                       |       |
|  | Elfenbenskusten       | 2                    | Nigeria               | 2     |                 |             |  |  |                       |       |
|  | 2 april 1994 – Tunis  |                      | Nigeria               | 2     |                 |             |  |  |                       |       |
|  |                       | Zambia               | 1                     |       |                 |             |  |  |                       |       |
|  | Egypten               | Zambia               | 1                     | 0     |                 |             |  |  |                       |       |
|  | Egypten               | 6 april 1994 – Tunis |                       | 0     |                 |             |  |  |                       |       |
|  | Mali                  | 1                    |                       |       |                 |             |  |  |                       |       |
|  | Mali                  | 1                    | Mali                  | 0     | Bronsmatch      | Bronsmatch  |  |  |                       |       |
|  | 3 april 1994 – Sousse |                      | Mali                  | 0     | Bronsmatch      | Bronsmatch  |  |  |                       |       |
|  |                       | Zambia               | 4                     |       |                 |             |  |  |                       |       |
|  | Zambia                | Zambia               | 4                     | 1     | Elfenbenskusten | 3           |  |  |                       |       |
|  | Zambia                |                      |                       | 1     | Elfenbenskusten | 3           |  |  |                       |       |
|  | Senegal               | 0                    |                       | Mali  | 1               |             |  |  |                       |       |
|  | Senegal               | 0                    |                       |       | 1               |             |  |  |                       |       |
|  |                       |                      |                       |       |                 |             |  |  | 10 april 1994 – Tunis |       |
|  |                       |                      |                       |       |                 |             |  |  |                       |       |

### Kvartsfinaler
|  | 2 april 1994 | Zaire | 0 – 2   | Nigeria    | Stade El Menzah, Tunis                          |                                                 |
|  |              |       | (0 – 0) | Yekini 51′ | Publik: 2 000 Domare: Lim Kee Chong (Mauritius) | Publik: 2 000 Domare: Lim Kee Chong (Mauritius) |
|  |              |       |         |            | Publik: 2 000 Domare: Lim Kee Chong (Mauritius) | Publik: 2 000 Domare: Lim Kee Chong (Mauritius) |
|  |              |       |         |            | Publik: 2 000 Domare: Lim Kee Chong (Mauritius) | Publik: 2 000 Domare: Lim Kee Chong (Mauritius) |

|  | 2 april 1994 | Egypten | 0 – 1   | Mali          | Stade El Menzah, Tunis                         |                                                |
|  |              |         | (0 – 0) | S. Traoré 64′ | Publik: 3 000 Domare: Charles Masembe (Uganda) | Publik: 3 000 Domare: Charles Masembe (Uganda) |
|  |              |         |         |               | Publik: 3 000 Domare: Charles Masembe (Uganda) | Publik: 3 000 Domare: Charles Masembe (Uganda) |
|  |              |         |         |               | Publik: 3 000 Domare: Charles Masembe (Uganda) | Publik: 3 000 Domare: Charles Masembe (Uganda) |

|  | 3 april 1994 | Zambia     | 1 – 0   | Senegal | Stade Olympique de Sousse, Sousse              |                                                |
|  |              | Sakala 38′ | (1 – 0) |         | Publik: 8 000 Domare: Jamal Al-Sharaf (Syrien) | Publik: 8 000 Domare: Jamal Al-Sharaf (Syrien) |
|  |              |            |         |         | Publik: 8 000 Domare: Jamal Al-Sharaf (Syrien) | Publik: 8 000 Domare: Jamal Al-Sharaf (Syrien) |
|  |              |            |         |         | Publik: 8 000 Domare: Jamal Al-Sharaf (Syrien) | Publik: 8 000 Domare: Jamal Al-Sharaf (Syrien) |

|  | 3 april 1994 | Ghana       | 1 – 2   | Elfenbenskusten      | Stade Olympique de Sousse, Sousse                         |                                                           |
|  |              | Akonnor 77′ | (0 – 1) | Tiéhi 30′ Traoré 81′ | Publik: 8 000 Domare: Ali Bujsaim (Förenade arabemiraten) | Publik: 8 000 Domare: Ali Bujsaim (Förenade arabemiraten) |
|  |              |             |         |                      | Publik: 8 000 Domare: Ali Bujsaim (Förenade arabemiraten) | Publik: 8 000 Domare: Ali Bujsaim (Förenade arabemiraten) |
|  |              |             |         |                      | Publik: 8 000 Domare: Ali Bujsaim (Förenade arabemiraten) | Publik: 8 000 Domare: Ali Bujsaim (Förenade arabemiraten) |

### Semifinaler
|                                              | 6 april 1994             | Nigeria                     | 2 – 2 (e.fl.)  | Elfenbenskusten  | Stade El Menzah, Tunis                                    |                                                           |
|                                              |                          | Iroha 26′ Yekini 40′        | (2 – 2, 2 – 2) | Bassolé 19′, 31′ | Publik: 2 000 Domare: Ali Bujsaim (Förenade arabemiraten) | Publik: 2 000 Domare: Ali Bujsaim (Förenade arabemiraten) |
|                                              |                          |                             |                |                  | Publik: 2 000 Domare: Ali Bujsaim (Förenade arabemiraten) | Publik: 2 000 Domare: Ali Bujsaim (Förenade arabemiraten) |
| George Siasia Amokachi Benedict Iroha Yekini | Straffsparksläggning 4–2 | Kouamé Fallet Bassolé Amani |                |                  | Publik: 2 000 Domare: Ali Bujsaim (Förenade arabemiraten) | Publik: 2 000 Domare: Ali Bujsaim (Förenade arabemiraten) |

|  | 6 april 1994 | Zambia                                           | 4 – 0   | Mali | Stade El Menzah, Tunis                         |                                                |
|  |              | Litana 8′ Saileti 30′ K. Bwalya 47′ Malitoli 73′ | (2 – 0) |      | Publik: 2 000 Domare: Charles Masembe (Uganda) | Publik: 2 000 Domare: Charles Masembe (Uganda) |
|  |              |                                                  |         |      | Publik: 2 000 Domare: Charles Masembe (Uganda) | Publik: 2 000 Domare: Charles Masembe (Uganda) |
|  |              |                                                  |         |      | Publik: 2 000 Domare: Charles Masembe (Uganda) | Publik: 2 000 Domare: Charles Masembe (Uganda) |

### Bronsmatch
|  | 10 april 1994 | Elfenbenskusten              | 3 – 1   | Mali       | Stade El Menzah, Tunis                              |                                                     |
|  |               | Koné 2′ Ouattara 67′ Sie 70′ | (1 – 0) | Diallo 46′ | Publik: 15 000 Domare: Petros Mathabela (Sydafrika) | Publik: 15 000 Domare: Petros Mathabela (Sydafrika) |
|  |               |                              |         |            | Publik: 15 000 Domare: Petros Mathabela (Sydafrika) | Publik: 15 000 Domare: Petros Mathabela (Sydafrika) |
|  |               |                              |         |            | Publik: 15 000 Domare: Petros Mathabela (Sydafrika) | Publik: 15 000 Domare: Petros Mathabela (Sydafrika) |

### Final
|  | 10 april 1994 | Nigeria         | 2 – 1   | Zambia    | Stade El Menzah, Tunis                           |                                                  |
|  |               | Amunike 5′, 47′ | (1 – 1) | Litana 3′ | Publik: 25 000 Domare: Lim Kee Chong (Mauritius) | Publik: 25 000 Domare: Lim Kee Chong (Mauritius) |
|  |               |                 |         |           | Publik: 25 000 Domare: Lim Kee Chong (Mauritius) | Publik: 25 000 Domare: Lim Kee Chong (Mauritius) |
|  |               |                 |         |           | Publik: 25 000 Domare: Lim Kee Chong (Mauritius) | Publik: 25 000 Domare: Lim Kee Chong (Mauritius) |

## Vinnare
| Mästare i afrikanska mästerskapet 1994       |
| -------------------------------------------- |
| Nigerias herrlandslag i fotboll Andra titeln |

## Målgörare
| 5 mål - Rashidi Yekini 4 mål - Joël Tiéhi 2 mål - Michel Bassolé - Bashir Abdel Samad - Charles Akonnor - Emmanuel Amunike - Elijah Litana - Kenneth Malitoli | 1 mål - Tchiressoua Guel - Adama Koné - Ahmed Ouattara - Donald-Olivier Sie - Abdoulaye Traoré - Hamza El-Gamal - Ayman Mansour - Prince Polley - Aboubacar Titi Camara - Fernand Coulibaly - Amadou Diallo - Modibo Sidibé - Soumaila Traoré - Mutiu Adepoju - Ben Iroha - Momath Gueye - Athanas Tendeng - Faouzi Rouissi - Lemba Basaula - Nsumbu Ngoy - Kalusha Bwalya - Zeddy Saileti - Evans Sakala |